# Pokolj u Zabiokovlju 29. kolovoza 1942.
Pokolj u Zabiokovlju se je dogodio za vrijeme četničkog pohoda 29. kolovoza 1942. godine tijekom završnih djelovanja u sklopu talijanske operacije Albia protiv biokovskih partizana. Tada je stradao najmanje 141 civil (četnici sami govore o preko 900 "ustaša" koje da su pobili) u selima Rašćane, Kozica, Dragljane i Župa na području Vrgorca među kojima su i tri svećenika: kozički fra Ladislav Ivanković, rašćanski don Ivan Čondić i župski don Josip Braeonović. Sela (i crkve u njima) su četnici opljačkali i spalili.
Zločine su počinili četnici iz Istočne Hercegovine koje su na to područje svojim kamionima prevezli Talijani (koji su četnike u svojoj okupacijskoj zoni koja je dopirala do iznad Mostara naoružavali, hranili i plaćali), u sklopu Operacije Albia.
U selu Rašćane mučeno je i ubijeno barem 36 osoba i to:
| 1. Don Ivan Čondić, župnik Rašćana                  | 19. Erceg Mihovil Filipov, ubijen         |
| 2. Belaić Andrija Petrov, ubijen                    | 20. Erceg Mate Filipov, ubijen            |
| 3. Belaić Stjepan Andrijin, ubijen                  | 21. Erceg Jure Jozin, ubijen              |
| 4. Družijanić Jure Matin, mučen pa ubijen           | 22. Erceg Nediljko Mirkin, ubijen         |
| 5. Erceg Ante Matin, izvađene mu oči pa ubijen      | 23. Erceg Toma Mijin, mučen i ubijen      |
| 6. Erceg Marinko Andrijin, ubijen                   | 24. Knezović Ivan Ilijin, ubijen          |
| 7. Erceg Milan Mijin, ubijen pa u kući zapaljen     | 25. Lendić Andrija Jozin, ubijen          |
| 8. Erceg Marijan Jakovljev, ubijen                  | 26. Lendić Jure Markov, mučen pa ubijen   |
| 9. Erceg Jure Ivanov, mučen pa ubijen               | 27. Lendić Marijan Jurin, ubijen          |
| 10.Erceg Gabro Antin, mučen pa ubijen               | 28. Lendić Ante Jurin, mučen pa ubijen    |
| 11. Erceg Jure Marijanov, izvađene mu oči pa ubijen | 29. Lendić Ivan Mijin, ubijen pa spaljen  |
| 12. Erceg Ivan Nikolin, izvađene mu oči pa ubijen   | 30. Lendić Ivan Ivanov, ubijen pa spaljen |
| 13. Erceg Ivan Jurin, ubijen                        | 31. Lendić Marko Mijin, ubijen            |
| 14. Erceg Marijan Ivanov, mučen pa ubijen           | 32. Lendić Križan Jozin, ubijen           |
| 15. Erceg Jure Križanov, mučen pa ubijen            | 33. Lendić Petar Jozin, ubijen            |
| 16. Erceg Mirko Jurin, ubijen                       | 34. Lendić Stanko Matin, ubijen           |
| 17. Erceg Joze Antin, ubijen                        | 35. Lendić Tomislav Ilijin, ubijen        |
| 18. Erceg Mate Jurin, ubijen                        | 36. Ban Ljubo (iz Podgore), ubijen        |

U tom selu spaljeno je oko 205 stanbenih zgrada i staja u zaselcima istočno od školske zgrade (uključujući i školsku zgradu) te zaselak Mali Godinj (zaselak Veliki Godinj je samo opljačkan). Pritom su opljačkali sve do čega su došli: novac, zlato, hranu, odjeću i obuću, ne štedeći ni seosku crkvu Svetog Stjepana.

U selu Kozica ubijene je najmanje 63 osobe, a zapaljeno je 397 kuća i staja. Ovo je nepotpun popis ubijenih osoba:
| 1. fra Ladislav Ivanković, župnik ---- | 25. Ravlić Ante Ivanov       |
| 2. Vuletić Ivan Petrov                 | 26. Ravlić Marijan Markov    |
| 3. Vuletić Jakov Radin                 | 27. Glavaš Stipan Šimunov    |
| 4. Jujinović Mate Šimunov              | 28. Katić Ivan Božin         |
| 5. Jujinović Martin Antin              | 29. Katić Petar Ivanov       |
| 6. Jujinović Martin Ivanov             | 30. Katić Jozo Ivanov        |
| 7. Jujinović Luka Jozin                | 31. Katić Ivan Ivanov        |
| 8. Jujinović Jozo Ivanov               | 32. Miočević Jozo Markov     |
| 9. Begović Jure Markov                 | 33. Miočević Jozo Tomin      |
| 10. Begović Marka Vinko                | 34. Miočević Jurka Markova   |
| 11. Begović Petar Matin                | 35. Katić Mijo Antin         |
| 12. Begović Petar Ivanov               | 36. Katić Grgo Jozin         |
| 13. Begović Martin Antin               | 37. Vekić Ivana Franin       |
| 14. Begović Marko Martinov             | 38. Pejdo Josip Ivanov       |
| 15. Begović Vice Antin                 | 39. Antunović Matija Petrova |
| 16. Begović Mijo Markov                | 40. Pavić Šimun Mijin        |
| 17. Begović Nikola Mišin               | 41. Pavić Mate Antin         |
| 18. Begović Joze Jurin                 | 42. Maras Jozo Matin         |
| 19. Begović Marijan Jozin              | 43. Maras Mate Jozin         |
| 20. Begović Ivan Antin                 | 44. Okmažić Ivan Stipin      |
| 21. Pucar Marijan Markov               | 45. Okmažić Marko Stipin     |
| 22. Pucar Mijo                         | 46. Okmažić Marija Petrova   |
| 23. Pucar Luka Stipanov                | 47. Okmažić Ilija Jozin      |
| 24. Ravlić Ivan Nikolin                | I još 17 osoba iz toga sela. |

U selu Dragljane ubijena je 41 osoba, a zapaljeno 90 kuća i staja.

Pored navedenih, četnici su toga dana ubili i župnika iz sela Župa don Josipa Braeonovića koji im je krenuo ususret želeći ih odgovoriti od daljnjih ubijanja ljudi i paljenja kuća.
Četnicima je zapovijedao major Petar Baćović, koji u izvještaju "đeneralu" Draži Mihailoviću piše:
“Vratio sam se sa puta po Hercegovini. Četiri naša bataljona, oko 900 ljudi, krenuli su 30. avgusta preko Ljubuškog, Imotskog i Podgore i izbili kod Makarske na more. Sedamnaest sela spaljeno, 900 ustaša ubijeno, nekoliko katoličkih sveštenika živo odrano. Prvi put posle sloma poboli srpsku zastavu u more i klicali kralju i Draži. Naši gubici minimalni.”
Već 3. rujna Draža Mihailović odgovara Baćoviću: 
“Zadovoljan sam sa vašim izveštajem o izbijanju na more. Iskoristite ovu akciju da se postavi siguran kanal za vezu sa Dinarskom divizijom. Posle ovoga za najkraće vreme Vi zajedno sa dinarcima treba da raščistite prostoriju između: Mostar — Konjic — Visoko — Travnik — Jajce — Livno. Dinarce postaći na jači rad i što hitniju organizaciju i aktivnu borbu protiv komunista i ustaša”.

## Vanjske poveznice
- Nikola Milovanović: Draža Mihailović
- "STRAVIČNE ČETNIČKE DEPEŠE: Đenerale Dražo, odrali smo tri živa katolička popa!", Telegraf.rs, 27. prosinca 2014.